# Eri Tosaka
Eri Tosaka (en japonés: 登坂絵莉, Tosaka Eri; Takaoka, 30 de agosto de 1993) es una deportista japonesa que compite en lucha libre.
Participó en los Juegos Olímpicos de Río de Janeiro 2016, obteniendo una medalla de oro en la categoría de 48 kg. En los Juegos Asiáticos de 2014 consiguió la medalla de oro en la categoría de 48 kg.
Ganó cuatro medallas en el Campeonato Mundial de Lucha entre los años 2012 y 2015, y dos medallas en el Campeonato Asiático de Lucha, en los años 2012 y 2016.

## Palmarés internacional
| Juegos Olímpicos    | Juegos Olímpicos           | Juegos Olímpicos  | Juegos Olímpicos |
| Año                 | Lugar                      | Medalla           | Categoría        |
| ------------------- | -------------------------- | ----------------- | ---------------- |
| 2016                | Río de Janeiro (Brasil)    | Medalla de oro    | 48 kg            |
| Campeonato Mundial  |                            |                   |                  |
| Año                 | Lugar                      | Medalla           | Categoría        |
| 2012                | Edmonton (Canadá)          | Medalla de plata  | 48 kg            |
| 2013                | Budapest (Hungría)         | Medalla de oro    | 48 kg            |
| 2014                | Taskent (Uzbekistán)       | Medalla de oro    | 48 kg            |
| 2015                | Las Vegas (Estados Unidos) | Medalla de oro    | 48 kg            |
| Juegos Asiáticos    |                            |                   |                  |
| Año                 | Lugar                      | Medalla           | Categoría        |
| 2014                | Incheon (Corea del Sur)    | Medalla de oro    | 48 kg            |
| Campeonato Asiático |                            |                   |                  |
| Año                 | Lugar                      | Medalla           | Categoría        |
| 2012                | Gumi (Corea del Sur)       | Medalla de bronce | 48 kg            |
| 2016                | Bangkok (Tailandia)        | Medalla de bronce | 48 kg            |